# Banks úr megmentése
A Banks úr megmentése (eredeti cím: Saving Mr. Banks) 2013-ban bemutatott amerikai-ausztrál életrajzi filmdráma, melyet John Lee Hancock rendezett. A főbb szerepekben  Emma Thompson, Tom Hanks, Paul Giamatti, Jason Schwartzman, Bradley Whitford és Colin Farrell látható.

## Rövid történet
A film Mary Poppins írójának gyermekkorát, továbbá a Mary Poppins-film születésének történetét meséli el.

## Cselekmény
Walt Disney (Tom Hanks) több évnyi kérlelés után Amerikába csábítja Pamela "P. L." Traverst (Emma Thompson), hogy elkészíthesse a Mary Poppins musicalt. Pamela vonakodva egyezik bele, attól fél, hogy az eredeti történetet túlságosan megváltoztatják. Így ő lesz a gyártás felügyelője. A film készítése lassan halad, mivel Pamela mindenbe beleszól és néha egészen elképesztő, sőt lehetetlen kérései támadnak. A kezdetben kritikus, gyanakvó és ellenszenves írónő a forgatókönyv átbeszélése alatt lassan megenyhül, miközben visszatekintésekből megismerjük szomorú gyerekkorának és édesapjának történetét.

## Szereplők
| Színész            | Szerep                                                                                    | Magyar hang    |
| ------------------ | ----------------------------------------------------------------------------------------- | -------------- |
| Emma Thompson      | Pamela "P. L." Travers, születési nevén Helen Goff                                        | Kovács Nóra    |
| Annie Rose Buckley | Helen hétévesen                                                                           |                |
| Tom Hanks          | Walt Disney                                                                               | Kőszegi Ákos   |
| Colin Farrell      | Travers Robert Goff – Helen édesapja                                                      | Kaszás Gergő   |
| Ruth Wilson        | Margaret Goff – Helen édesanyja                                                           | Bozó Andrea    |
| Paul Giamatti      | Ralph – Travers sofőrje                                                                   | Kerekes József |
| Bradley Whitford   | Don DaGradi – társ-író, ő készítette a Mary Poppins forgatókönyvét                        | Fazekas István |
| B. J. Novak        | Robert B. Sherman – zeneszerző, szövegíró, aki a filmdalokat írta a bátyjával, Richarddal | Kovács Lehel   |
| Jason Schwartzman  | Richard M. Sherman – zeneszerző, szövegíró                                                | Csőre Gábor    |
| Kathy Baker        | Tommie – Disney ügyvezető asszisztense                                                    | Román Judit    |
| Melanie Paxson     | Dolly – Disney titkára                                                                    |                |
| Rachel Griffiths   | Helen "Ellie" Morehead néni – Mary Poppins modellje                                       | Söptei Andrea  |
| Ronan Vibert       | Diarmuid Russell                                                                          | Kardos Róbert  |
| Kristoffer Kyer    | Dick Van Dyke                                                                             | Horváth Illés  |
| Victoria Summer    | Julie Andrews                                                                             |                |

## Fordítás
- Ez a szócikk részben vagy egészben  a   Saving Mr. Banks című angol Wikipédia-szócikk fordításán alapul.  Az eredeti cikk szerkesztőit annak laptörténete sorolja fel. Ez a jelzés csupán a megfogalmazás eredetét és a szerzői jogokat jelzi, nem szolgál a cikkben szereplő információk forrásmegjelöléseként.